# Iberdrola
Iberdrola, S.A. (іспанською [iβeɾˈðɾola]) — іспанська багатонаціональна електроенергетична компанія, що базується в Більбао, Іспанія. Вона налічує близько 40 000 співробітників і обслуговує близько 30 мільйонів клієнтів.
Дочірні компанії включають ScottishPower (Великобританія) і значну частину Avangrid (США), серед інших. Станом на 2023 р. найбільшим акціонером компанії є Катарське інвестиційне управління, значні частки також мають BlackRock та Norges Bank (менеджери норвезького Державного пенсійного фонду Норвегії).
Iberdrola є найбільшим виробником вітрової енергії і другою у світі електроенергетичною компанією за ринковою капіталізацією. Станом на 2023 рік компанія експлуатує потужність 62 045 МВт, з яких 41 246 МВт — з відновлюваних джерел по всьому світу.